# Van Velzen
Roel van Velzen, más conocido como VanVelzen, es un cantante y compositor neerlandés. Nació el 20 de marzo de 1978 en Delft, Países Bajos. En el escenario toca el teclado o la guitarra eléctrica.

## Biografía
Van Velzen lanzó su primer single, Baby Get Higher, en 2006. Se convirtió en un hit en radios de los Países Bajos y alcanzó el puesto 17º en el Top 40 de la radio neerlandesa. En enero de 2007, su segundo single, Burn, fue lanzado. Lo hizo mejor que Baby Get Higher en las listas, llegando al 7º en el Top 40 neerlandés y 6º en el top 50 mega neerlandés. 
Su álbum debut, Relájese, fue directo al 1º en el Top 100 neerlandés. En su primera semana de lanzamiento, en marzo de 2007, el álbum fue oro y platino, y Van Velzen recibió varios premios, es decir, la Radio 3FM premios a las mejores Live-Ley . 
Cuando termina el verano, escrita por John Ewbank VanVelzen y una banda sonora para la película, se convirtió en uno de los mayores éxitos neerlandesa de 2008. 
En 2009, VanVelzen lanzar un álbum doble con 3 grandes éxitos, incluyendo 'On My Way' y 'Love Song'. Mientras tanto las canciones también lo hizo en los países vecinos de Alemania y Bélgica. 
Recientemente, colaboró con el neerlandés Van Velzen DJ Armin Van Buuren para liberar 'Broken Tonight' el 26 de octubre de 2009, se convirtió en un hit en radios de varios países, por ejemplo en los EE. UU., que alcanzó el puesto # 20 en el Hot Dance Airplay Chart. Armin y VanVelzen también lanzaron el Hit "Take Me Where I Wanna Go" y actuaron juntos en el Dance Valley (Países Bajos) y en Malta, Vancouver, Dubái y Beirut. 
VanVelzen a cabo en la Holland Heineken House ubicado en el Richmond de O-Zone para el Vancouver, 2010 Juegos Olímpicos de Invierno.
En 2014, hizo una gira en Holanda con el cantautor congoleño Innoss'B.